# Орден Катонги
Орден Катонги (суахили Nishani ya Katonga) — высшая военная награда Уганды. Вручается крайне редко, за исключительный героизм.

## История
Орден назван в честь последней и решающей победы Национальной армии сопротивления во время гражданской войны в Уганде, произошедшей у реки Катонга.
Президент Уганды Йовери Мусевени наградил ливийского лидера Муаммара Каддафи 6 апреля 2004 года в Триполи, отметив его вклад в борьбу против диктатуры в Уганде, добавив, что полковник Каддафи «всегда был в авангарде освобождение Африки и объединение континента».
Мусевени также посмертно наградил бывшего президента Танзании Джулиуса Ньерере в июле 2007 года за вклад в освобождении Африки от колониализма в целом и Уганды от правления Иди Амина в частности. От его имени награду получила его жена Мария в родном городе президента Бутиама.

## Известные награждённые
- Муаммар Каддафи
- Джулиус Ньерере